# متنبی و سعدی
متنبی و سعدی کتابی از حسینعلی محفوظ است که در سال ۱۳۳۵ برندهٔ جایزه سلطنتی کتاب سال شد.

## محتوا
محفوظ در سال ۱۹۵۷ از رسالهٔ دکترای خود با عنوان المتنبی و سعدی دفاع کرد. این رساله بعداً در قالب کتابی به نام متنبی و سعدی به چاپ رسید. مُتَنَّبی شاعر و ادیب عرب زبان عراقی در قرن چهارم هجری و سعدی شاعر بلندآوازه ایرانی در قرن هفتم هجری است. استاد راهنمای او، بدیع‌الزمان فروزانفر بود. محفوظ در رسالهٔ دکترای خود به اثبات این نظریه پرداخت که سعدی دیوان اشعار متنبی را از بر داشته و در انتخاب مضامین اشعار خود از او تاثیر پذیرفته‌است. این نظریه مورد تایید برخی از پژوهشگران ادبیات فارسی (از جمله غلامحسین یوسفی) واقع شد. در مقابل، برخی دیگر از پژوهشگران مانند علی دشتی و مهدی محقق این نظریه را رد کردند. استدلال مخالفان این بود که مضامین مشترک مورد اشارهٔ محفوظ، مضامینی عمومی است که مورد استفادهٔ بسیاری از شاعران دیگر قبل از متنبی نیز قرار گرفته‌است.